# ヴォル人
ヴォル人（ヴォルじん、エストニア語: Võrukesed）またはヴォロ人（ヴォロ語: Võrokõsõq [vɤrokɤsəʔ]）は、エストニアに居住する民族（言語）集団。

## 概況
一般的にはセトゥ人と同様、エストニア人の下位集団（サブ・ナショナリティ）と見做され、政府統計などでもエストニア人との区別はなされない。また、多くのヴォル人たちも同様の自意識を抱いており、ヴォル人をエストニア人と対比させるような見方は、むしろ彼らから難色を示される。
セトゥ人とは異なり、ヴォル人の宗教や民族衣装は他のエストニア人のものと大差ないため、ヴォル地域（民族）運動はその多くをヴォロ語とその口承文学の独自性に依っている。そのため「ヴォロ語能力を持つ者」をヴォル人とする判定基準もあるが、近年ではヴォロ語自体が日常生活から消えつつあるため、この定義に従うことは困難である。
「ヴォル地方で生まれ育った人間」というもう一つの定義を用いても、「少数民族文化自治法」(et) に基づく文化的自治を享受する人口基準（3000人以上）は容易に満たされる。しかし一般ヴォル人にとっても、地域運動指導者にとっても、自身をエストニア人の一部と規定するがゆえに、少数民族文化自治法の適用は考慮の範囲外とされる。

## 文化
ヴォル人の祖先とされているのは、13世紀までヴォルツ湖東岸に居住していた部族（言語）集団「ウカンティ」である。
エストニア人の名前は名・姓の順であり、現代のヴォル人も同じく名・姓順の名前を持っている。しかし、かつてのヴォル知識人には姓・名順の名前を持つ習慣があった。現代においても、例えば
- ユッレ・カフスク（エストニア語: Ülle Kahusk）→カウクシ・ユッレ（ヴォロ語: Kauksi Ülle）
- ヤーン・プルク (Jaan Pulk) →プルカ・ヤーン (Pulga Jaan)
- スレヴ・イヴァ (Sulev Iva) →ユヴァ・スッロヴ (Jüvä Sullõv)

などのように、姓・名順の名前を通称・ペンネームとして使用するヴォル知識人も存在する。

## 地域運動
ヴォル地域運動には二つの潮流が存在する。一つは、ヴォル人をセトゥ人とともに、エストニア人と対等な少数民族として主張するタイプ（カウクシ、カイト・カマやユヴァなど）。彼らはロシアのフィン・ウゴル系民族であるコミ人、マリ人やウドムルト人とも連携し、エストニア政府ではなく欧州連合などの国際機関に対して、ヴォロ語の「少数民族語」化を訴えている。
もう一つは、ヴォル人が現状エストニア人の下位集団であることを認めつつ、ヴォル地方の愛郷心を刺激して地域の活性化を図るタイプ（エン・カサク (et) など）。彼らはヴォロ語を「少数民族語」ではなく「地域語」とすることによって、地域住民の自意識を高め、都市への頭脳流出と過疎化を食い止めようとしている。
ソビエト連邦からのエストニアの独立回復直後には、前者のような急進的な立場の力が強かった。しかしその後の潮流は、後者のように穏健な認知要求・啓蒙運動が主流となっている（ただしいずれの立場も、エストニアからの独立や自治などの強い要求を唱えるものではない）。